# ニュルンベルク法
ニュルンベルク法（ニュルンベルクほう、独：Nürnberger Gesetze）または、ニュルンベルク人種法（俗称）は1935年9月15日に国家社会主義ドイツ労働者党（以下ナチ党）政権下のドイツにおいて制定された2つの法律「ドイツ人の血と名誉を守るための法律」(Gesetz zum Schutze des deutschen Blutes und der deutschen Ehre)と「帝国市民法」(de:Reichsbürgergesetz)の総称である。ユダヤ人から公民権を奪い取った法律として名高い。
なお、これらの法律が「ニュルンベルク法」と総称されたのは、制定当時ニュルンベルクでナチ党党大会が開かれており、特例でそこに国会が召集されて制定された法律であったことによる。

## ニュルンベルク法制定までの経緯

### 「職業官吏再建法暫定施行令」の「アーリア条項」
1933年4月7日、「職業官吏再建法」が制定された。これは「非アーリア人種」（同法3条）や「政治的に信用のできない者」（同法4条）を公務員から追放することによって公務員数を削減する趣旨（同法6条）の法律だった。「政治的に信用のできない者」が左翼、「非アーリア人種」がユダヤ人を指していることは明らかだったが、この法律は肝心の非アーリア人種（ユダヤ人）の定義をしていなかった。したがってユダヤ人とは何かが問題となった。
これについてヒトラー内閣内務大臣ヴィルヘルム・フリックは、「ユダヤ人とは『宗教』ではなく、『血統』『人種』『血』が決定的要素であり、ユダヤ教徒でない者にも『ユダヤ人性』を追及しうる」と述べ、4月11日に「職業官吏再建法暫定施行令」を出した。この法令により「非アーリア人種」とはユダヤ人の事であると明言され、両親・祖父母のうち誰か一人でもユダヤ教徒であれば、その当人の信仰が何であれ（あるいは無神論者であれ）、すべてユダヤ人となると定めた。このユダヤ人の定義付けは「アーリア条項」と呼ばれた。その後、様々な反ユダヤ主義立法が行われ、各分野でユダヤ人の追放が行われたが、そのユダヤ人の定義はこの「アーリア条項」に基づいて行われた。
この条項を聞いた日本などの諸外国は、人種差別であるとしてドイツに不快感を表している。

### 「アーリア条項」の修正
しかし完全ユダヤ人、第一級ユダヤ人混血（ハーフ・ユダヤ人）、第二級ユダヤ人混血（クォーター・ユダヤ人）を合わせると150万人近くになり（1937年ドイツ内務省調査）、これほどの人間をドイツ社会から完全に排除してしまうことは問題が多かった。
特に困るのがドイツ国防軍の兵役の問題であった。国防軍は1934年2月28日に「アーリア条項」を受け入れたが、1935年3月16日にヴェルサイユ条約破棄と徴兵制の復活が宣言されると、150万人ものユダヤ人とユダヤ人混血を兵役対象外にしてしまうことに難色を示した。アドルフ・ヒトラーもそれに同意した。ヒトラーは1935年7月25日に「非アーリア人種の中でも第一級ユダヤ人混血と第二級ユダヤ人混血については、これまでの行動に政治的問題（左翼活動など）がなければ、ドイツ国防軍の兵役に服すことができる」と定めている。
ユダヤ人の範囲を限定する必要性に迫られるようになり、ナチ党でもユダヤ人の定義を再定義する論議が加速した。1935年初頭にはナチ党保健本部長ゲルハルト・ヴァーグナー博士とナチ党人種政策局長ヴァルター・グロース博士、後に保健本部長代理となるクルト・ブローメ博士らの間で「ユダヤ人」の定義の問題が話し合われた。ブローメは「部分ユダヤ人」の概念を創設することを望まず、第二級ユダヤ人混血（四分の一ユダヤ人）は全員ドイツ人とし、第一級ユダヤ混血（二分の一ユダヤ人）は全員ユダヤ人とするべきであると提案した。この見方が後にナチ党の基本方針となった。
一方、内務省次官ヴィルヘルム・シュトゥッカートや内務省人種課長ベルンハルト・レーゼナーは混血はすべて「ユダヤ人」の定義から除外して「完全ユダヤ人」（両親ともにユダヤ人）のみをユダヤ人にしようと提案したが、限定しすぎているとしてヒトラーに却下された。

## ニュルンベルク法制定
1935年9月10日からニュルンベルクでナチ党の党大会が開催された。党大会中の9月13日に突然ヒトラーは二日以内にユダヤ人から公民権を奪う法律を起草するよう内務省に命じた。内務大臣フリック、ナチ党人種政策局長ヴァルター・グロース、ナチ党保健局長ゲルハルト・ヴァーグナー、内務省次官ハンス・プフントナー、内務省次官ヴィルヘルム・シュトゥッカート、内務省人種課長ベルンハルト・レーゼナー、内務省国法部長フランツ・メディクスなどによって起草が行われた。4つの候補となる法案が作成され、ヒトラーに提出された。ヒトラーはそのうち最も厳しくない物を選び、若干修正を加えた後、9月15日にニュルンベルクに緊急に招集した国会において可決させた。この時に可決された法律の名前は「帝国市民法」(de:Reichsbürgergesetz)と「ドイツ人の血と名誉を守るための法律」(Gesetz zum Schutze des deutschen Blutes und der deutschen Ehre)という。この二つをあわせて「ニュルンベルク法」と総称された。

### 「帝国市民法」
「帝国市民法」は、「国籍所有者(Staatsangehörige)」と「帝国市民(Reichsbürger)」を明確に区別し、「帝国市民」は「ドイツ人あるいはこれと同種の血を持つ国籍所有者だけが成れる」と定め、「帝国市民」だけが選挙権や公務就任権など政治的権利を持つと定めた。さらに「帝国市民」はドイツ民族とドイツ国家に忠誠を誓う意志を持たねばならず、それはそれにふさわしい態度をとることでのみ証明されるとした。
「帝国市民」の資格を持たない単なるドイツ国籍所有者（ユダヤ系ドイツ人など）は政治的権利は一切ないとされた。すなわちユダヤ人は二等市民に落とされたのである。「職業官吏再建法」の時の非アーリア人種（ユダヤ人）の公務からの排除規定には例外規定があった。非アーリア人種であっても「第一次世界大戦開戦当時にすでに公務員だった者」、「第一次世界大戦に従軍した経験があるか、父や子が大戦で戦死している者」は例外として追放されないというものである。しかし「帝国市民法」によってこの例外規定は抹殺されてしまった。

### 「ドイツ人の血と名誉を守るための法律」
「ドイツ人の血と名誉を守るための法律」は、ユダヤ人と「ドイツ人ないし同種の血を持つ国籍所有者」の婚姻、婚姻外性交渉を禁止したものであった。また45歳以下の「ドイツ人あるいはその同種の血を持つ女性国籍所有者」がユダヤ人家庭で雇われることやユダヤ人がドイツ国旗を掲げる事もこの法律で禁止された。

### 「帝国市民法第一次施行令」のユダヤ人規定
「帝国市民法」も「ドイツ人の血と名誉を守るための法律」もユダヤ人についてのしっかりとした定義はしていなかった。そのため、再びユダヤ人の定義が問題となった。これは1935年11月24日に「帝国市民法第一次施行令」によって定められた。前述したように先の「アーリア条項」のユダヤ人の範囲は広すぎるとされていたので、ユダヤ人の範囲は「アーリア条項」より縮小されている。詳しくは下記のとおりである。
- 4人の祖父母のうち3人以上がユダヤ教共同体に所属している場合は、本人の信仰を問わず「完全ユダヤ人」[3][16][18]。
- 4人の祖父母のうち2人がユダヤ教共同体に所属している場合は次のように分類する[3][16][18]。
  - ニュルンベルク法公布日時点・以降に本人がユダヤ教共同体に所属している者は、「完全ユダヤ人」
  - ニュルンベルク法公布日時点・以降にユダヤ人と結婚している者は、本人の信仰を問わず「完全ユダヤ人」
  - ニュルンベルク法公布日以降に結ばれたドイツ人とユダヤ人の婚姻で生まれた者は、本人の信仰を問わず「完全ユダヤ人」
  - 1936年7月31日以降にドイツ人とユダヤ人の婚外交渉によって生まれた者は、本人の信仰を問わず「完全ユダヤ人」
  - 上記のいずれにも該当しない者は、「第1級混血」（ドイツ人）
- 4人の祖父母のうち1人がユダヤ教共同体に所属している者は、「第2級混血」（ドイツ人）[3][18][19]。

この分類で「完全ユダヤ人」とされた者は1937年の内務省調査によると77万5000人である。そのうちユダヤ教徒ユダヤ人は47万5000人、非ユダヤ教徒ユダヤ人は30万人であった。「第1級混血」と「第2級混血」の合計は75万人であった。混血は少なくとも法律上はドイツ人扱いである。ヒトラーは混血については数世代かけて同化させてしまう事を考えていたという。第一級ユダヤ混血についてはユダヤ人にせよ、という意見がその後もナチ党内に根強くあった。混血は社会的な差別に晒された。しかしヒトラー自身は1944年秋まではユダヤ人の範囲の拡張には慎重だった。1944年10月には一級混血の男性にはトート機関の強制労働収容所で強制労働が義務付けられた。さらに11月には全ての混血は公職から追われている。

## ニュルンベルク法への反応
ユダヤ系ドイツ人の反応はさまざまだったが、一般にはほっとした人が多かったという。ヒトラーはこの法律がユダヤ人の権利剥奪の最後であると明言したし、この法律によって剥奪された公民権は、ユダヤ人にとっては事実上すでに失われていた権利であって、それが改めて剥奪宣言されたにすぎなかったからである。また前述したように「帝国市民法第一次施行令」で定められた「ユダヤ人」の範囲は先の「アーリア条項」よりかなり狭められたため、むしろユダヤ人迫害の規模を縮小するための緩和政策と受け止められた。
米国紙『ロサンゼルス・タイムズ』も「ニュルンベルク法はユダヤ人にとって特に新しい問題ではない。なぜなら、一般的に言って、ドイツでは誰も公民権を保証されていないからである」と書き、ヒトラー支配下のドイツでは公民権があってもなくても大差がない事を皮肉っている。
アメリカ政府は何の公式声明も出さなかった。キリスト教会は人種的反ユダヤ主義やこの法律を批判したが、具体的な措置は何もとらなかった。

## ニュルンベルク法の影響
しかしニュルンベルク法は迫害の前触れだった。この法律制定後、ユダヤ人迫害が強化された。あちこちの店に「ユダヤ人お断り」の看板が掛けられるようになった。ついには薬局にまで看板が掛けられた。ベンチはアーリア人とユダヤ人で分けられた。ユダヤ人の企業経営が禁止され、ユダヤ人医師はユダヤ人以外を診る事が禁止され、ユダヤ人弁護士は活動禁止処分となった。ユダヤ人の生活権が否定されていった。1938年の水晶の夜事件を経て、ユダヤ人迫害は強化され、そしてついに大戦中には絶滅政策が行われるようになった。なお、ユダヤ人の迫害はナチスの政権確立時から行われたものだが、ヨーロッパ諸国には根強く反ユダヤ主義があったことも事実である。

## ユダヤ人であったがアーリア民族認定を受けた例
書類を偽造すればたとえユダヤ人であろうともアーリア民族認定を受けることが可能だった（パウル・ヴィトゲンシュタインの項目を参照）。ヒトラーの専属料理人もまた血統上はユダヤ人だったが、ヒトラーが彼女の料理の味を愛していたが故に、名誉アーリア人とされた。ドイツ空軍の最高位にいたエアハルト・ミルヒ元帥も当時ユダヤ系だとされていたが、同じドイツ空軍の上司でヒトラーに次ぐ実力者だったヘルマン・ゲーリング国家元帥が出生の関係書類を改竄しアーリア人とした。ドイツ軍将兵には多くの出生を隠したユダヤ系がいたのではないか？という疑問は、歴史研究の対象となっているが、実際にユダヤ系だったとしてもその出生記録は改竄されているはずで、証拠になる記録は存在していない可能性が極めて高く立証するのは難しいといえる。

## その他
- 法の原本は、米軍ジョージ・パットンにより持ち出され、現在はアメリカ公文書館に保存されている。
- ヒトラーが死の直前にしたためたヒトラーの遺言書は、「人種法」つまり同法を遵守して、ユダヤ人への呵責無き闘争を継続せよ、という言葉で締めくくられている。